# Мускусный лорикет
Мускусный лорикет (лат. Glossopsitta concinna) — вид птиц из семейства Psittaculidae, единственный в одноимённом роде (Glossopsitta).

## Описание

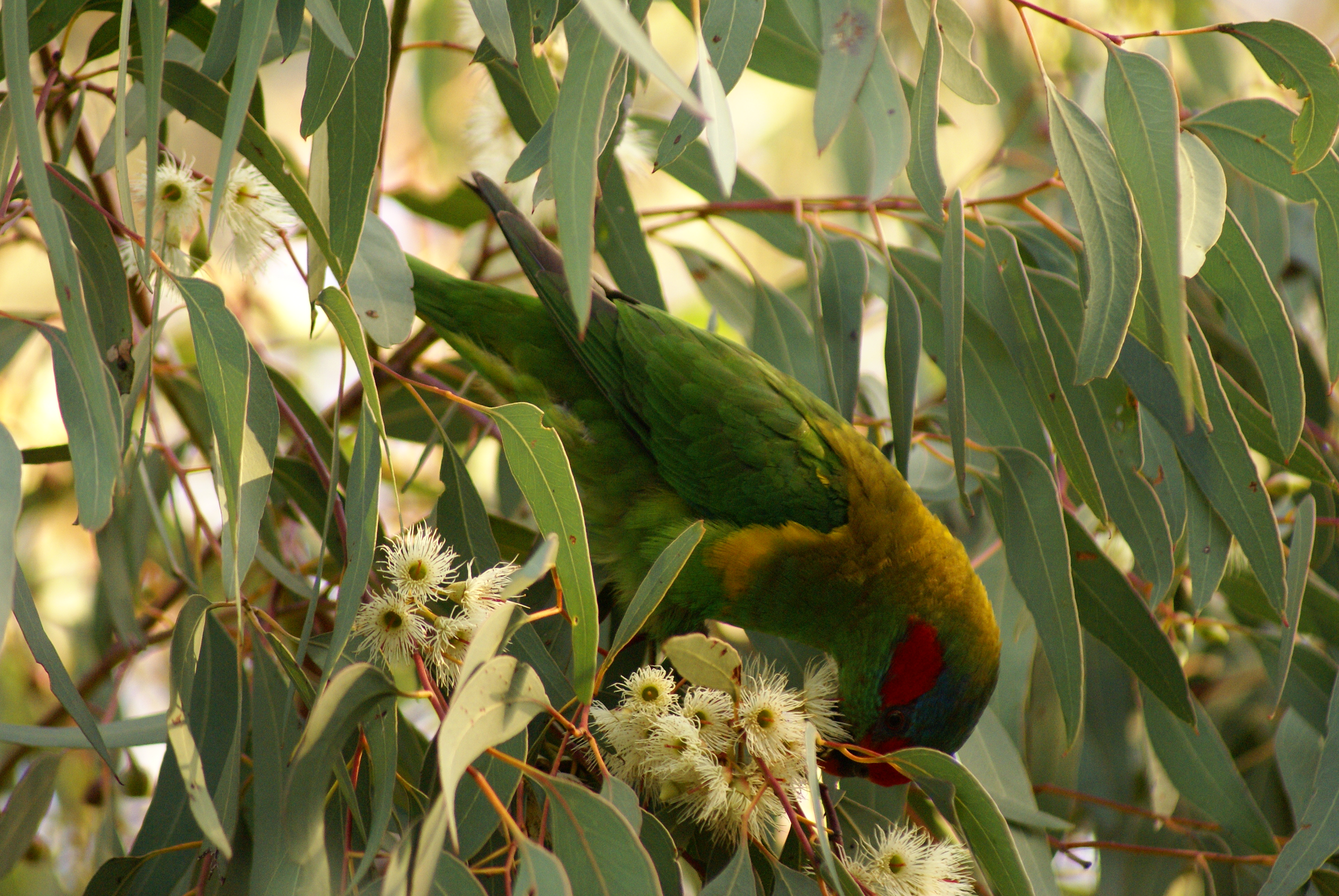

Длина тела 21 см, хвоста около 9 см. Окраска оперения зелёная, на затылке с синеватым оттенком. Голова бордово-красная. Грудь с боков жёлтая. Клюв чёрный, кончик его оранжево-жёлтого цвета.
Населяет эвкалиптовые леса, сухие леса у подножий гор, растительность вдоль дорог, кустарниковые и прибрежные заросли, пригородные зоны. Густых лесов избегает.
Гнездится в дуплах деревьев.

## Содержание
В условиях домашнего содержания может жить долго.

## Распространение
Обитает на острове Тасмания и в восточной и юго-восточной Австралии.

## Классификация
Выделяют 2 подвида с ареалами:
- Glossopsitta concinna concinna (Shaw, 1791) — восток и юго-восток Австралии
- Glossopsitta concinna didimus Mathews, 1915 — остров Тасмания